# Brianka
Brianka (em ucraniano:  Брянка) é uma cidade da Ucrânia, situada no Oblast de Luhansk. Tem 63,5 km² de área e sua população em 2020 foi estimada em 46.040 habitantes.